# Evarcha nenilini
Evarcha nenilini là một loài nhện trong họ Salticidae.
Loài này thuộc chi Evarcha. Evarcha nenilini được Rakov miêu tả năm 1997.